# Pushpadanta

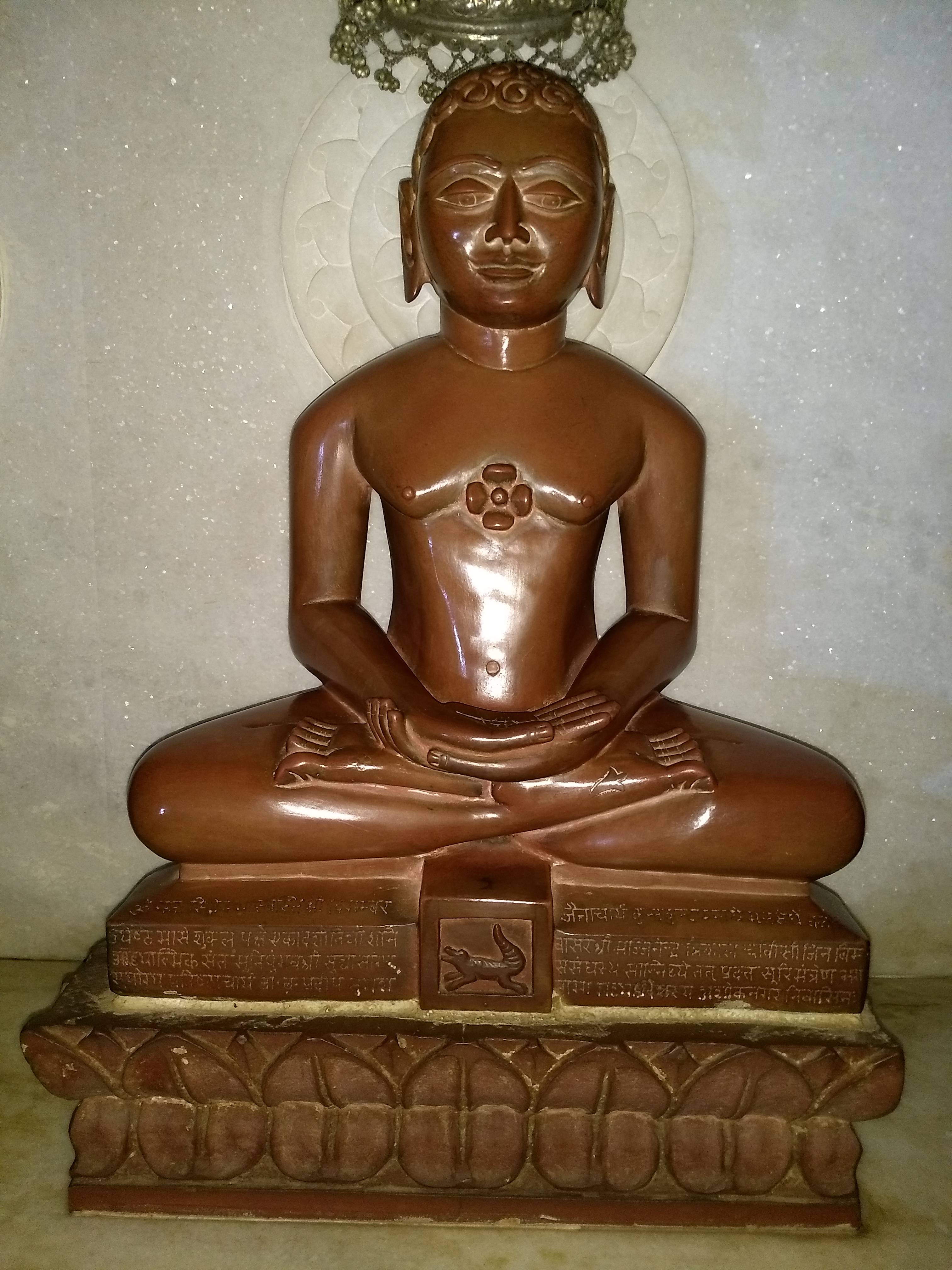
Estatua de Pushpadanta en Anwa, Rajastán.

Pushpadanta (en sánscrito: पुष्पदन्त), también conocido como Suvidhinatha, fue el noveno Tirthankara jainista de la época actual (Avasarpini). Según la creencia jainista, se convirtió en un siddha y un arihant, un alma liberada que ha destruido todo su karma.
Puṣpadanta bhagwan nació del rey Sugriva y la reina Rama en Kakandi (actual Khukhundoo, Deoria, Uttar Pradesh) de la dinastía Ikshvaku. Su fecha de nacimiento fue el quinto día del mes Margshrsha Krishna de Vikram Samvat. Puṣpadant bhagwan fue el noveno Tirthankara que restableció la sangha de cuatro partes en la tradición iniciada por Rishabhanatha bhagwan. 